# 5312 Schott
5312 Schott eller 1981 VP2 är en asteroid i huvudbältet som upptäcktes den 3 november 1981 av den tyske astronomen Freimut Börngen vid Tautenburg-observatoriet. Den har fått sitt namn efter den tyske kemisten, Otto Schott.
Asteroiden har en diameter på ungefär 7 kilometer.